# Kirt Hector
Kirt Hector (ou Kurt Hector), né le 3 janvier 1972 à La-Plaine et mort le 19 avril 2013 à Saint-David, est un entraîneur de football dominiquais.

## Biographie
Sélectionneur de l'équipe de Dominique de football depuis 2009, il meurt dans un accident de voiture sur la route entre Pont Casse et Tarish Pit, lorsque le véhicule qu'il conduit plonge dans un trou ouvert par les pluies diluviennes. L'accident cause aussi la mort du jeune footballeur Norran Jno Hope. Un troisième homme, Joslyn Prince, lui aussi sélectionné dans l'équipe nationale, est blessé.

### Équipe de Dominique de football
Au cours de sa carrière de sélectionneur national, son équipe dispute 16 matchs, dont 8 en éliminatoires de la Coupe des Caraïbes, 4 en éliminatoires de la Coupe du monde et 4 matchs amicaux. Il obtient 6 victoires, un match nul et 9 défaites.